# Казнь маршала Нея
«Казнь маршала Нея» (фр. L'exécution du maréchal Ney) — картина французского художника Жана-Леона Жерома, написанная им в 1865 году.
К 1850-м годам Жан-Леон Жером достиг значительного уровня мастерства в жанре академизма и стал любимцем французской аристократии, однако решил пересмотреть своё творчество и взяться за более основательный и историчный подход к написанию своих полотен. Решив проверить границы выбора дозволенных в искусстве сюжетов, темой для будущей картины он выбрал казнь маршала Мишеля Нея, состоявшуюся в 1815 году. Жером работал над картиной в период с 1855 по 1865 год. Ней на ней изображен после расстрела, упавшим лицом в грязь, но не потерявшим своего достоинства. Расстрельная команда уходит будто в туман, вдоль изрешечённой пулями стены, на которых нацарапаны противоречащие друг другу лозунги. Несмотря на композиционную целостность и моральный посыл работы, отмечавшиеся другом художника Теофилем Готье, картина подверглась жёсткой критике во время выставки на Парижском салоне в 1868 году. После долгих лет забытья, в 1931 году картина была передана в дар музеям Шеффилда (Шеффилд, Саут-Йоркшир, Англия, Великобритания), где и находится в настоящее время.

## История и контекст

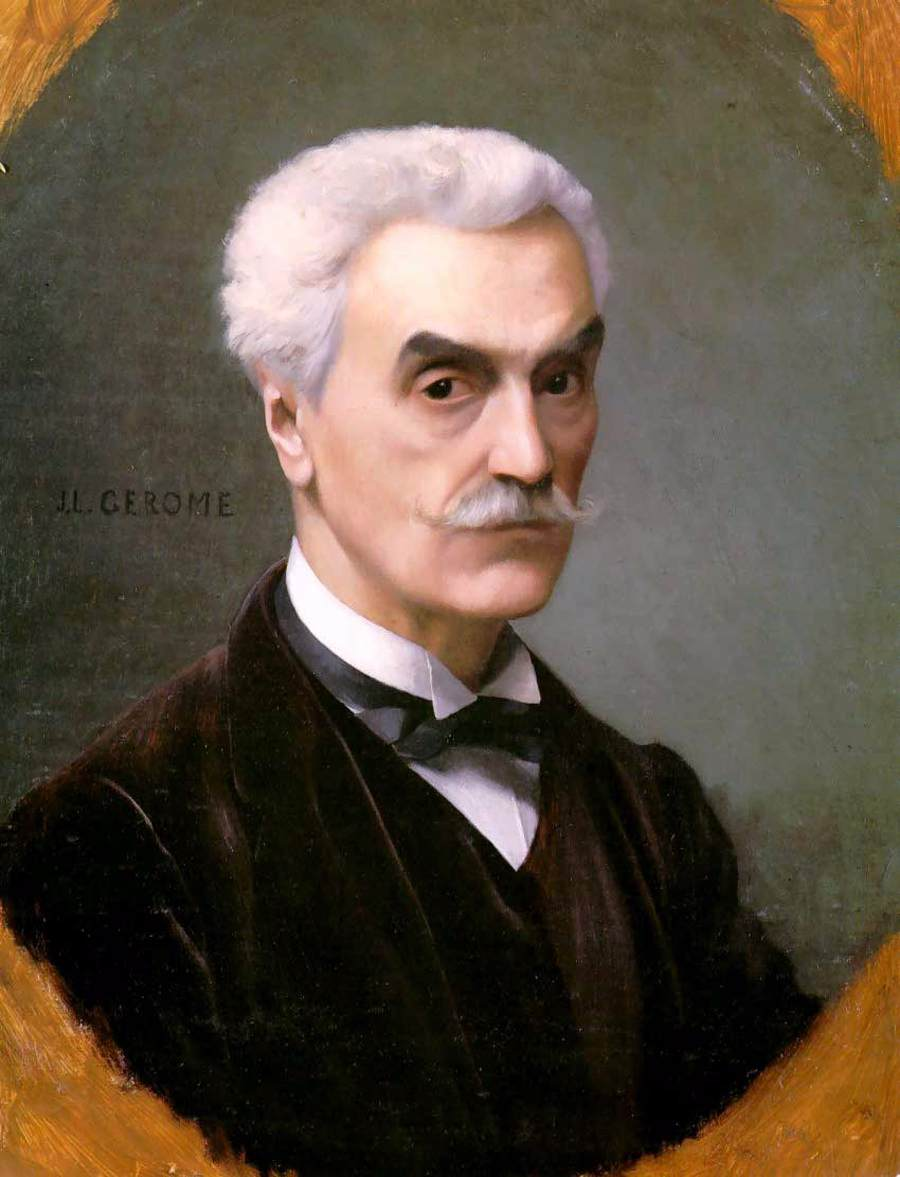
Жан-Леон Жером, автопортрет, 1886 год

Французский живописец Жан-Леон Жером (1824—1904) учился у известных художников Поля Делароша и Шарля Глейра, прививших ему на всю оставшуюся жизнь страсть к путешествиям и изучению обычаев разных народов. Первые картины Жерома были высоко оценены одним из самых уважаемых и влиятельных художественных критиков — Теофилем Готье, ставшим впоследствии его другом. На заре рождения массовой культуры провинциал Жером пошёл навстречу новой публике формирующейся буржуазной Франции, став знаменитым у салонной аристократии, познакомив её как со своими академическими портретами и мелодраматическими полотнами, так и с картинами о наполеоновских походах и жизни на арабских базарах, а также работами на мифологические и эротические темы. Находясь на пике своей карьеры в искусстве, Жером был частым гостем императорской семьи и занимал должность профессора в Школе изящных искусств. Его студия была местом встречи художников, актёров и писателей, а сам он стал легендарным и уважаемым мастером, известным своим язвительным остроумием, пренебрежительным отношением к дисциплине, однако жёстко регламентированными методами преподавания и крайней враждебностью к импрессионизму.
C конца 1850-х годов Жером оказался невероятно предприимчив в выборе пользовавшихся популярностью исторических сюжетов, начиная от Древней Греции и Рима, а позже перейдя и к современной Франции. В то же время он взялся за довольно эклектичное переосмысление своего академизма, во многом находясь под влиянием Жан-Огюст-Доминика Энгра, писавшего свои картины через призму личной и повседневной жизни, а также своего учителя Делароша, выбравшего более понятный общественности театральный подход в живописи на исторические сюжеты. Жером начал работать над достижением баланса между реализмом почти документальной точности и научным подходом к образной реконструкции исторических событий, развив в себе умение мастерски управлять повествовательным потенциалом сюжетов своих картин, ввиду чего они производили неизгладимое впечатление на зрителей. Жером отказался от поэтических обобщений и идеализации главных героев, однако уравновешенная и дотошная в деталях живописная техника художника практически делала людей непосредственными свидетелями событий прошлого. Вместе с тем Жерома часто обвиняли в том, что он работает на потребу публике и не задумывается о будущей востребованности сюжетов своих картин, ввиду чего он решил проверить границы выбора дозволенных и законом разрешённых сюжетов в изобразительном искусстве, выбрав тему казни маршала Нея.

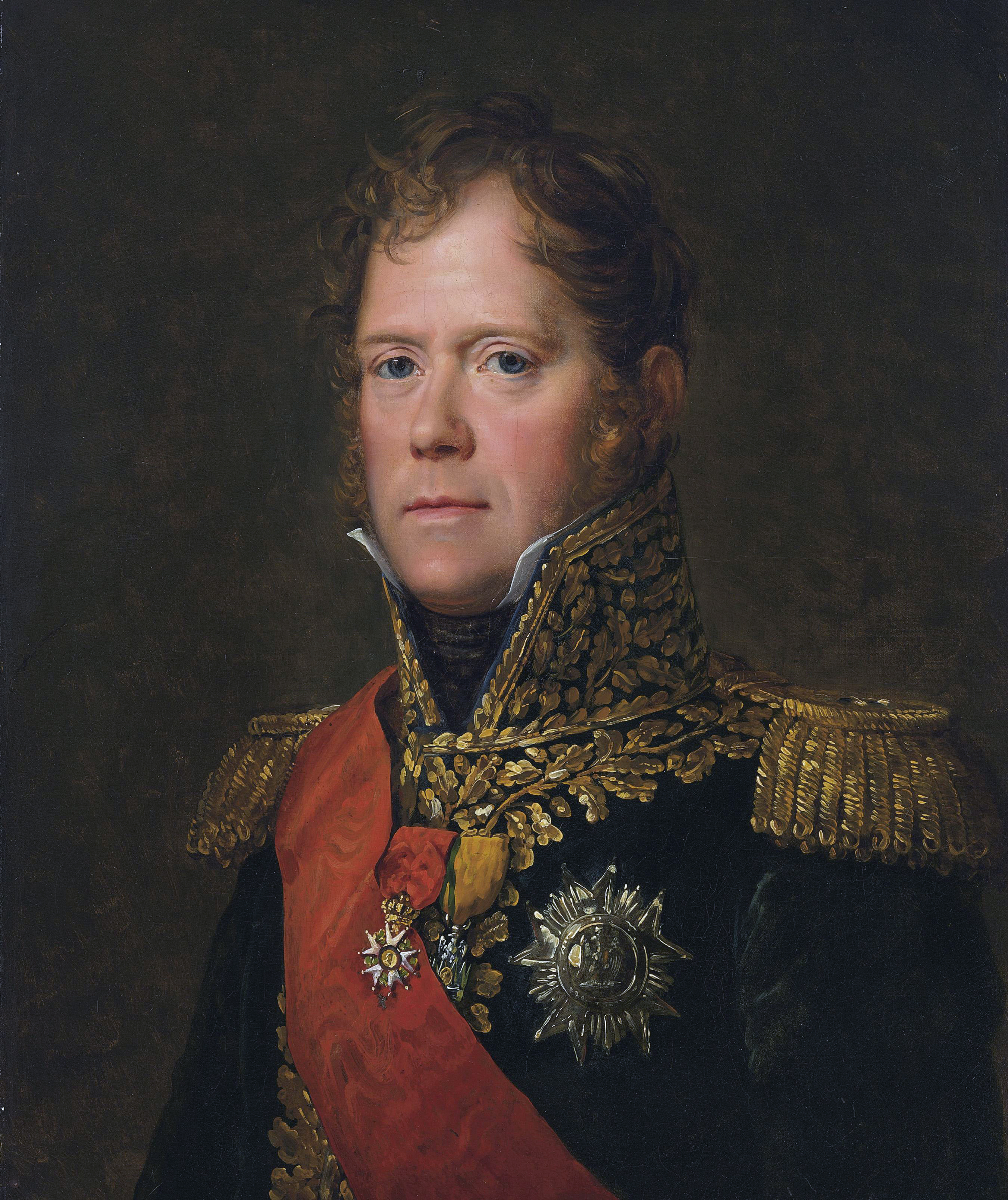
Портрет Нея работы Франсуа Жерара.

Мишель Ней (1769—1815) в 1788 году поступил добровольцем во французскую армию, приняв впоследствии участие в революционных и наполеоновских войнах. В 1799 году он был возведён в звание дивизионного генерала, а в 1804 году стал маршалом Великой армии Наполеона. Ней отличился в бою при Эльхингене 1805 года и в походе в Россию 1812 года, заслужив от современников прозвище «храбрейший из храбрых». После того как в 1814 году Наполеон отрёкся от престола, Ней заявил о своей верности монархии Бурбонов. Маршал был отправлен в Лион для того, чтобы воспрепятствовать приходу к власти вернувшегося во Францию Наполеона, однако вскоре перешёл на сторону своего бывшего командующего. Во время битвы при Ватерлоо Ней всеми силами пытался спасти положение французской армии. После того, как под маршалом было убито пять лошадей, Ней бросился в рукопашную с возгласом «Смотрите, как умирает маршал Франции!», однако вскоре понял, что война проиграна. Когда в 1815 году произошла реставрация монархии, роялисты — сторонники династии Бурбонов, развязали против бонапартистов Белый террор, в ходе которого было казнено или убито отрядами роялистов некоторое количество наполеоновских генералов и офицеров, тогда как многие другие были вынуждены на время покинуть Францию. Маршал Ней некоторое время скрывался от роялистов, но затем был найден ими около Орийака. Новый король Людовик XVIII не стал миловать маршала, Ней был арестован и предстал перед военным трибуналом, который, однако, отказался его судить. После этого палата пэров предъявила Нею обвинение в государственной измене и планировании заговора, целью которого было возвращение Наполеона. Так как родной город Нея был передан Пруссии, маршал мог бы использовать юридическую уловку для того, чтобы избежать осуждения, но он заявил — «Я родился французом, французом я хочу и умереть!». Ней был признан виновным и расстрелян 7 декабря 1815 года возле Люксембургского сада близ обсерватории в Париже. Отказавшись от повязки на глаза, Ней имел мужество лично отдать команду стрелять по самому себе — «Солдаты, цельтесь прямо в сердце!». После этого прозвучали одиннадцать выстрелов, шесть пуль попали прямо в сердце маршала, а затем раздались барабанная дробь и крики «Да здравствует король!». На следующее утро тело Нея было похоронено в свинцовом гробу на кладбище Пер-Лашез в простой могиле. В 1853 году в качестве жеста искупления вины на месте казни Нея была установлена его статуя работы Франсуа Рюда, ставшая первым памятником наполеоновскому маршалу, сооружённому после реставрации.

## Композиция

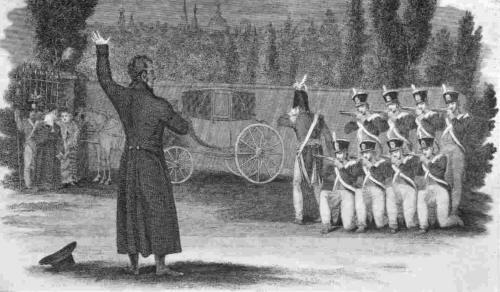
«Солдаты, цельтесь прямо в сердце!».

Картина написана маслом на холсте, а её размеры составляют 65,2 × 104,2 см. Время действия — 9 часов утра 7 декабря 1815 года, сразу после расстрела Нея. Примечательно, что Жером выбрал момент уже после кульминации сюжета, что было необычно для его творчества. Утро серого и холодного декабрьского дня в тумане уходящей прочь ночи. На углу каменной стены с облупившейся и пожелтевшей от времени белой штукатуркой, занимающей по диагонали почти всё пространство картины, стоит одинокий фонарь, раскачивающийся от ветра и освещающий всё вокруг тусклым жёлтым светом. Влево и вдаль от лежащего справа на переднем плане трупа Нея удаляется в тень полная равнодушия расстрельная команда с винтовками на плечах, из которых лишь один человек решился обернуться назад и проститься с маршалом, упавшим от нескольких выстрелов в сердце. Аристократ Ней встретил смерть героически, элегантно одетым во всё черное — пальто, чулки и кожаные ботинки. Он упал ничком на землю, лицом вперёд, прямо в грязь, посреди которой на скудной траве валяются ещё дымящиеся патроны и выроненная маршалом шляпа в стиле «Боливар», белизна шёлковой подкладки которой является единственным ярким пятном на картине, выполненной в чёрно-коричневой гамме. Позади Нея видны две нацарапанные на стене надписи — зачёркнутая «Vive l'empereur» и незаконченная «Vive» — последняя изрешечена пулями. По мнению критиков, таким образом Жером хотел показать приспособленчество Нея, за короткий период времени успевшего присягнуть как Наполеону, так и Бурбонам.

## Восприятие

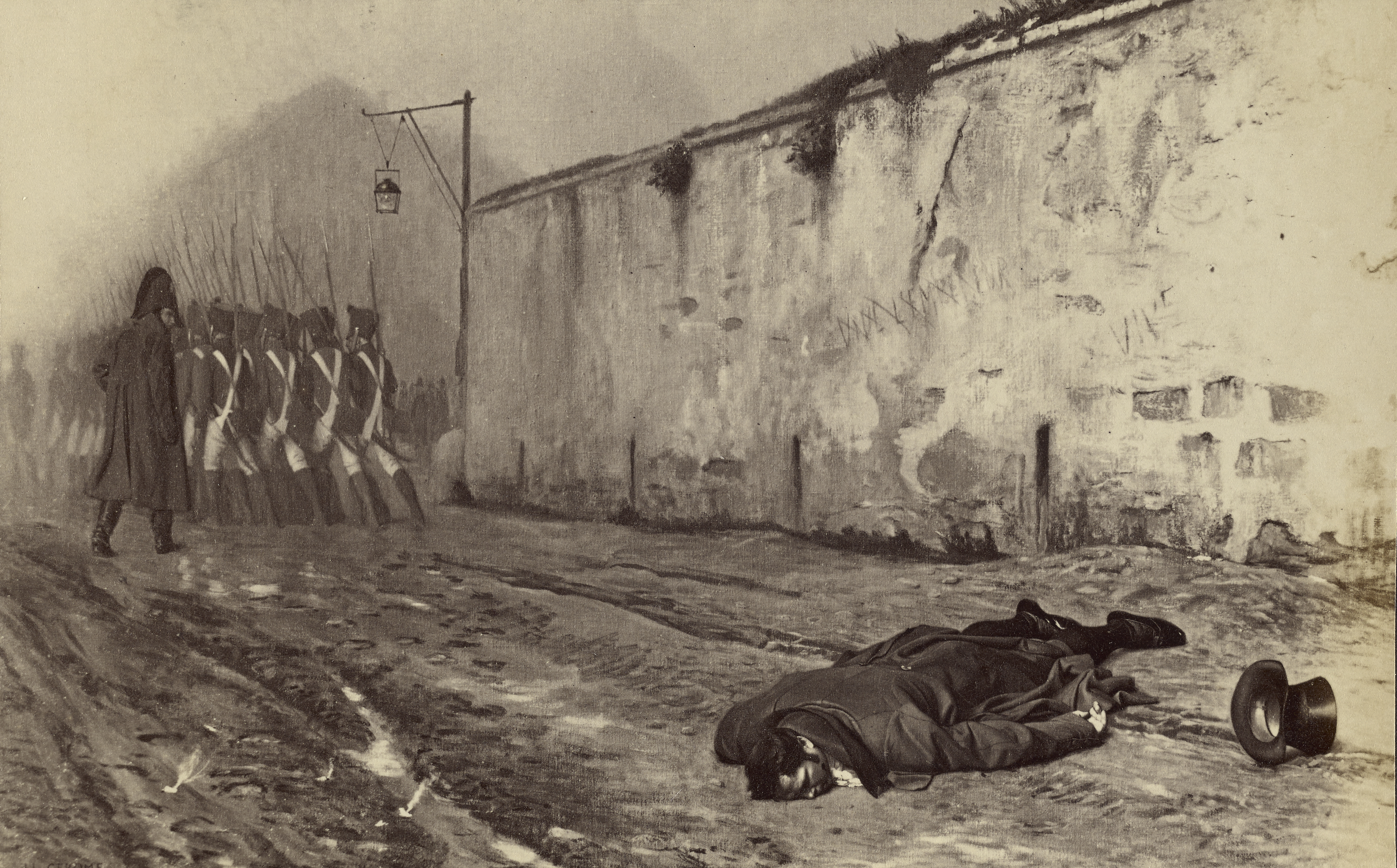
Фотогравюра картины Жерома.

Жером работал над картиной в период с 1855 по 1865 год. В 1868 году она была заявлена в программе Парижского салона. Супер-интендант салона Альфред Ньёверкерке по требованию потомков Нея попросил Жерома снять картину, но он этого не сделал, видимо, воспользовавшись молчанием больного императора Наполеона III, посетившего выставку ещё до её открытия и никак не прокомментировавшего тему работы. Картина была довольно холодно встречена критиками, спорившими о том, является ли пренебрежительное, по их мнению, изображение маршала Жеромом демифологизацией героя наполеоновских войн. Некоторые из них обвиняли художника в излишнем следовании литературным приёмам, а также коммерциализации и политизации искусства. Несмотря на это, Готье в положительном ключе отозвался о картине, обратив внимание на множество мелких деталей, создающих впечатление законченности полотна в смысловом плане, отметив то, что картина в моральном плане очень влияет на зрителя, «как если бы мы столкнулись с реальностью… горестная чёрная фигура надолго приковывает наше внимание», заставляя думать, что «режим Бурбонов — это зло — они уничтожили/убили героя». В то же время и Готье отметил, что «в целом было бы лучше воздержаться от этих тягостных сцен, эти кровоточащих ран истории и излишнего взывания к болезненным воспоминаниям». В контексте большого количества убитых на улицах Парижа во время монархического террора, Фердинанд Ластейри расценивал картину как простой короткий и правдивый рассказ, а Анри Фукье и Теофиль Торе-Бюргер вовсе подняли в своих рецензиях вопросы этики войны, что стало отсылкой к установившейся в стране в период 1830—1850 годов военной диктатуре и образовавшейся из-за этого революционной ситуации. В общем, салон 1868 года ознаменовался длительным разрывом отношений между Жеромом и большинством французских критиков. По поводу отрицательных рецензий на картину Анри-Шарль Улеве нарисовал карикатуру, на которой видно как Жером держит в одной руке свою картину с Неем, а в другой — кисть и шляпу, стоя спиной к стене, будто в ожидании расстрела огромными перьевыми ручками критиков. Примечательно, что в 1916 году в американском журнале «LIFE» была опубликована карикатура по теме Первой мировой войны, на которой вместо Нея на земле лежит убитый немецкими солдатами дядя Сэм.

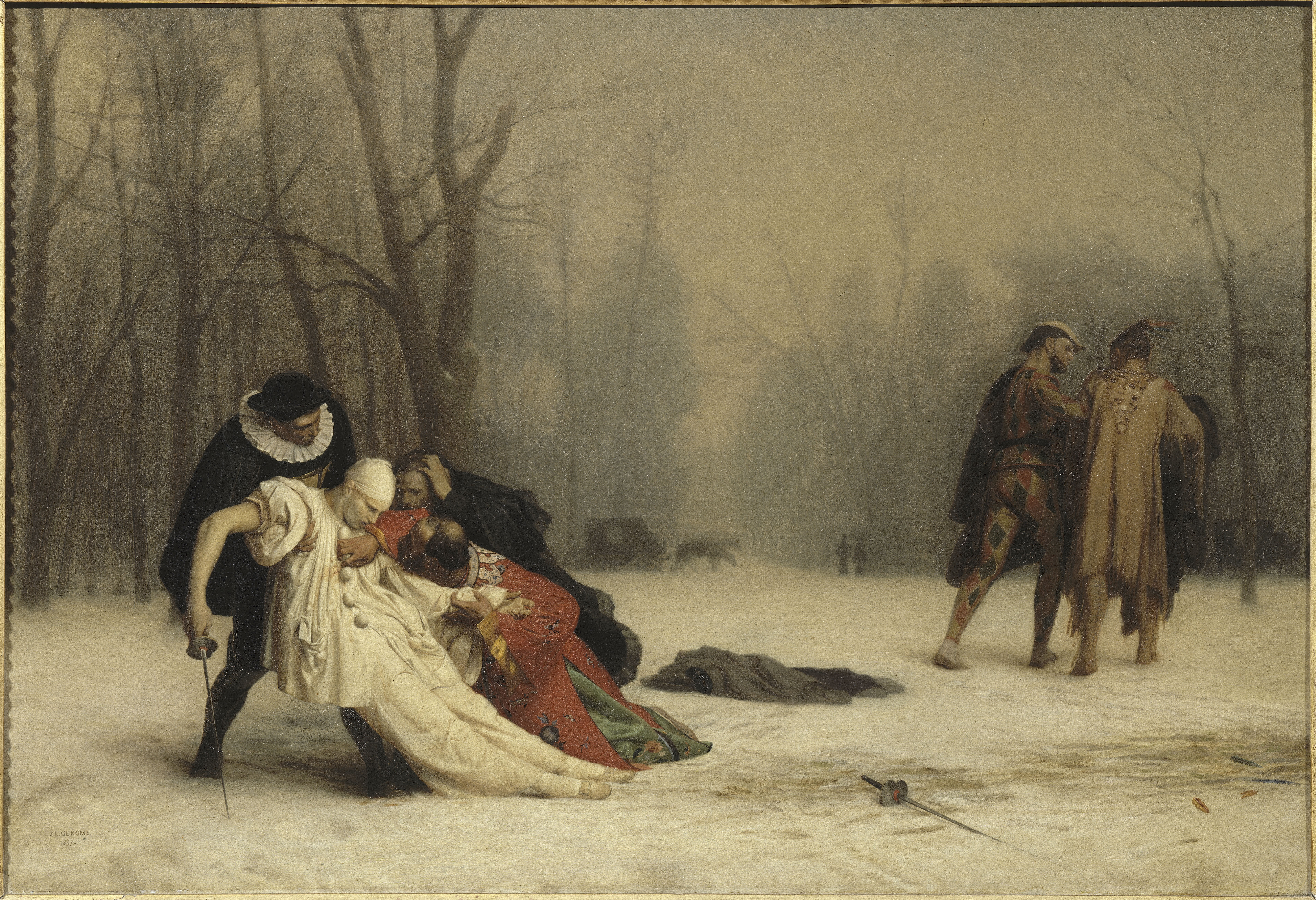
«Дуэль после маскарада» кисти Жерома.
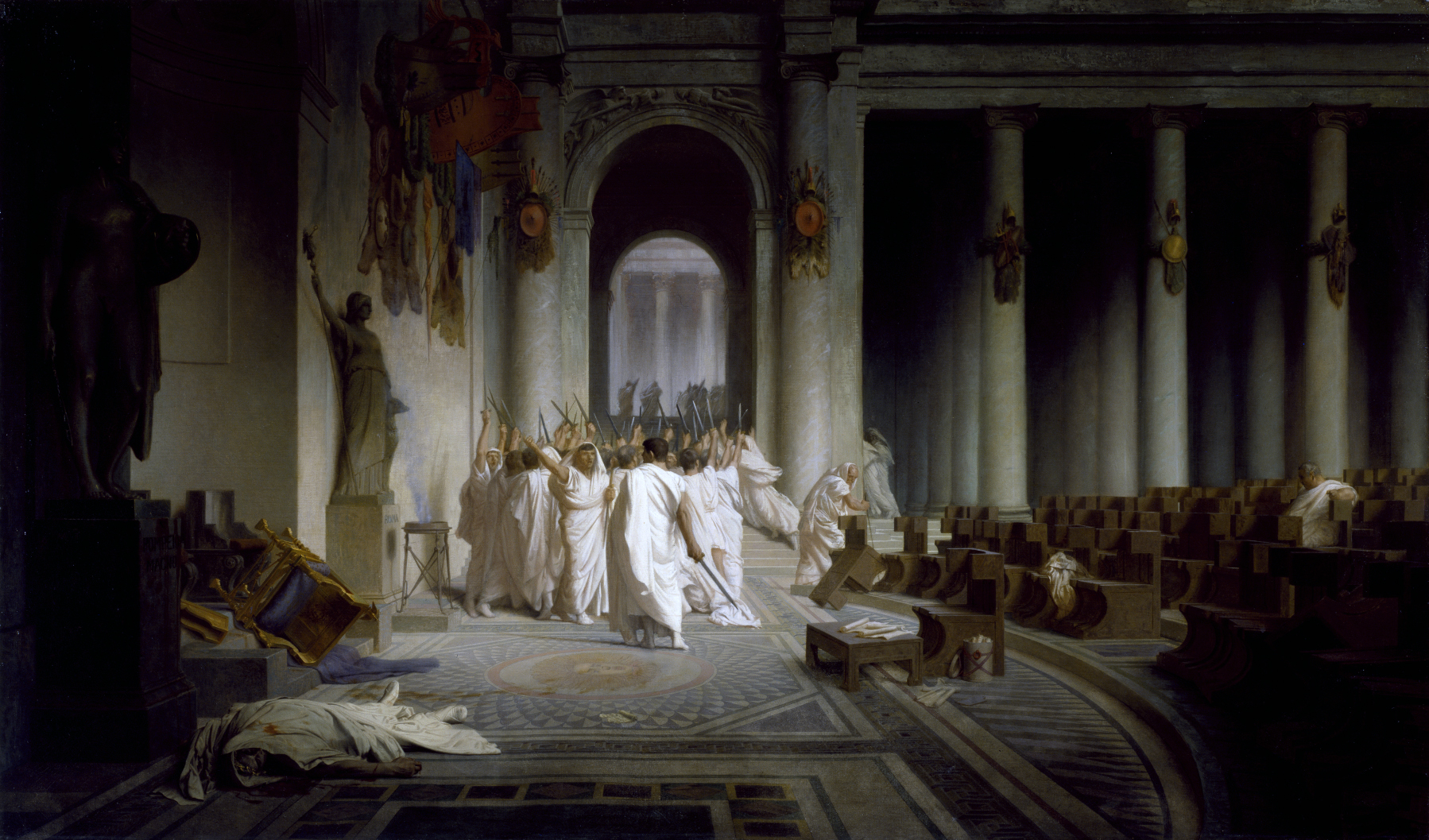
«Смерть Цезаря» кисти Жерома.

Акцентирование внимания на трупе и отвлечённость от фигур убийц была неоднократно повторена Жеромом, например, в работах «Дуэль после маскарада» 1857 года (Музей Конде) и «Смерть Цезаря» 1867 года (Художественный музей Уолтерса). Холодная и мрачная атмосфера картины походит на некоторые другие работы на тему расстрела, но с кардинально другим сюжетом, такие как «Третье мая 1808 года в Мадриде» Франсиско Гойи и «Расстрел императора Максимилиана» Эдуарда Мане. Аллюзии с работой Жерома можно провести и при взгляде на другую картину Мане под названием «Мёртвый тореадор» 1864 года (Национальная галерея искусства).

«Третье мая 1808 года в Мадриде» кисти Гойи.
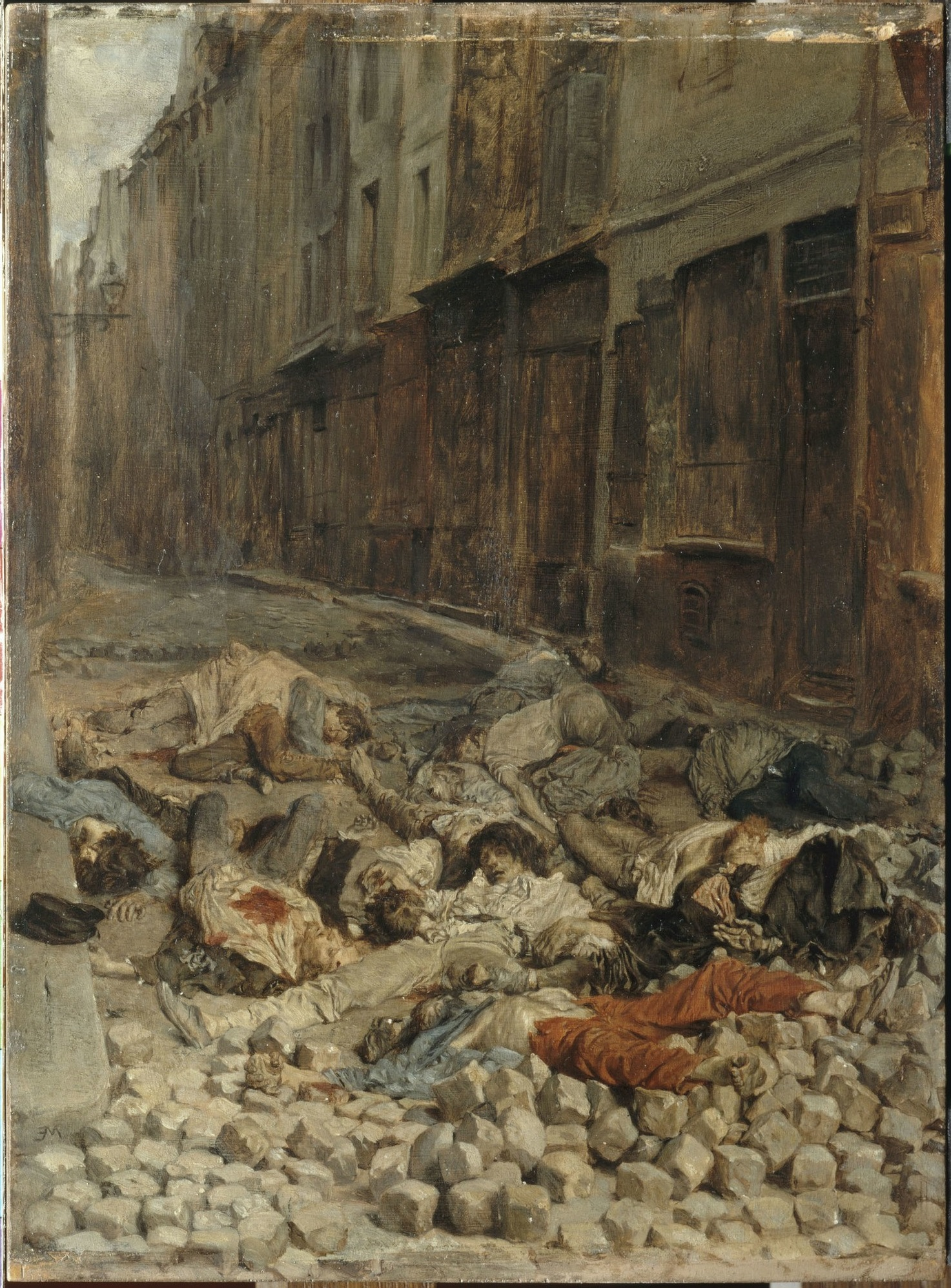
«Баррикада» кисти Месонье.
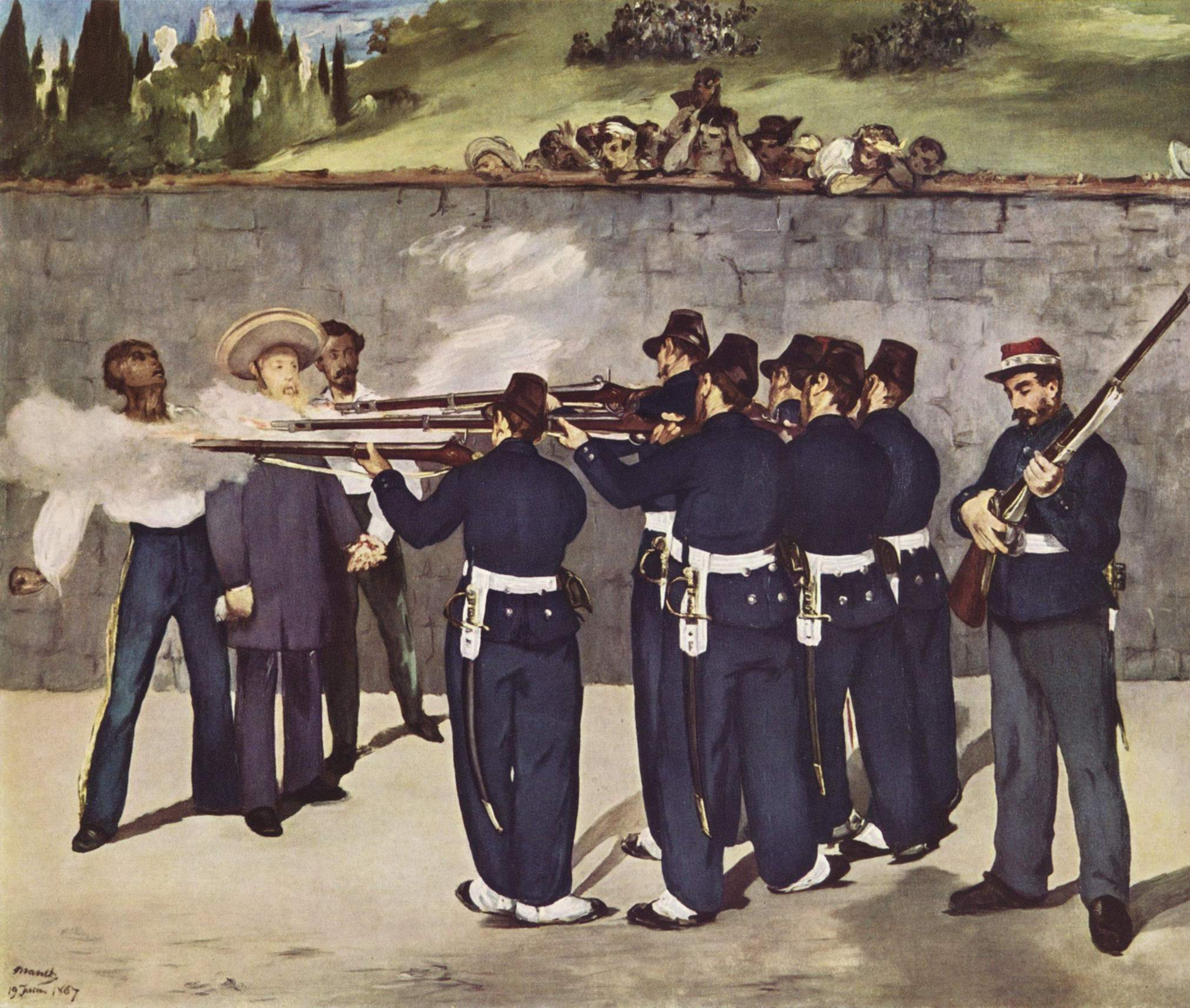
«Расстрел императора Максимилиана» кисти Мане.

Композиция работы Жерома схожа с картиной Эрнеста Месонье под названием «Баррикада», написанной им в 1848 году в двух вариантах (Музей Орсе; Лувр). Старорежимный реакционер Мессонье, в звании капитана Национальной гвардии лично участвовавший в подавлении революции 1848 года, признавался, что «видел это [взятие баррикад] во всем его ужасе, их защитники убиваются, стреляются, выбрасываются из окон, земля покрыта их телами, земля продолжает впитывать их кровь». Реалистичность картины в изображении трупов, лежащих на брусчатке посреди разгромленных баррикад, создает ощущение драматизма и, по словам Готье, «настоящей истины, о которой никто не хочет говорить». Примечательно, что сам Готье обошёл слово «баррикады» в сонете VII из сборника стихотворений, написанных сразу после революции 1830 года, из которых следует, что история доказала, насколько разрушительными могут быть идеалы, и что в этом мире можно надеяться только на веру в искусство. По мнению профессора Лидского университета Клодин Митчелл, мысль Готье в исторической конъюнктуре 1868 года уже не казалась логичной, так как мрачная и морально тягостная картина Жерома оказалась подходящим предвестником будущих потрясений.

## Местонахождение
Картина не пользовалась у зрителей успехом, на который надеялся Жером, ввиду чего была продана компанией «Boussod, Valadon & Cie» в Англию, имевшую более благоприятную атмосферу по отношению к работе на тему «судебного убийства», чем в стране, где оно на самом деле произошло. В 1931 году картина была пожертвована лордом Фаррингтоном в дар музеям Шеффилда (Шеффилд, Саут-Йоркшир, Англия, Великобритания). В настоящее время она выставляется в зале галереи имени Джона Джорджа Грейвса.